# Molenhoek (Lokeren)
Pour les articles homonymes, voir Molenhoek (homonymie).
 (août 2021).
Si vous disposez d'ouvrages ou d'articles de référence ou si vous connaissez des sites web de qualité traitant du thème abordé ici, merci de compléter l'article en donnant les références utiles à sa vérifiabilité et en les liant à la section « Notes et références ».
Molenhoek est un hameau de la ville de Lokeren, en Flandre-Orientale.

## Particularités
Le sentier de grande randonnée 122 le traverse.